# Robert Wrenn

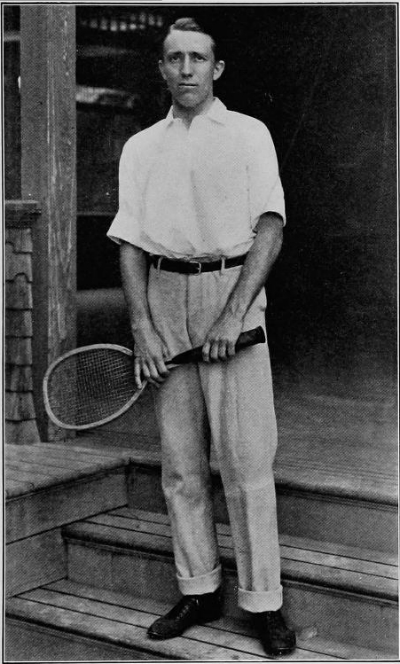
Robert Wrenn en 1900.

Robert "Bob" Duffield Wrenn (20 de septiembre de 1873 - 12 de noviembre de 1925) fue un jugador de tenis estadounidense que conquistó 4 US National Singles Championships a finales del siglo XIX.
Nació en Highland Park, Illinois y ganó los títulos de 1893, 1894, 1896 y 1897 (perdió la final ante Fred Hovey en 1895) además del torneo de dobles de 1895. En 1898 peleó en Cuba en la Guerra Hispano-Estadounidense y allí contrajo fiebre amarilla. Allí fue compañero de un futuro campeón, Bill Larned.
Un prolífico atleta, representó a la Universidad de Harvard tanto en tenis como en béisbol y fútbol americano. Su estilo de juego era defensivo, caracterizado por su rapidez para cubrir la cancha y se convirtió en el primer zurdo en conquistar el US National. Representó a los Estados Unidos en Copa Davis en 1903 y perdió sus dos partidos de individuales y el dobles, junto a su hermano George. En su último intento por ganar el título individual del US National en 1900, fue eliminado en cuartos de final por su hermano, George Wrenn, en la única batalla entre hermanos (varones) que se ha dado en la historia del torneo.
En 1914 fue detenido al atropellar con su auto y matar al director del coro de St. Mary's Church. Entre 1912 y 1915 sirvió como presidente de la USTA, la Asociación Norteamericana de Tenis. En 1955 fue una de las 6 primeras personas en ingresar en el Salón Internacional de la Fama del tenis.

## Torneos de Grand Slam

### Campeón Individuales (4)
| Año  | Torneo           | Oponente en la final | Resultado           |
| 1893 | US Championships | Fred Hovey           | 6-4 3-6 6-4 6-4     |
| 1894 | US Championships | Manliff Goodbody     | 6-8 6-1 6-4 6-4     |
| 1896 | US Championships | Fred Hovey           | 7-5 3-6 6-0 1-6 6-1 |
| 1897 | US Championships | Wilberforce Eaves    | 4-6 8-6 6-3 2-6 6-2 |

### Finalista Individuales (1)
| Año  | Torneo           | Oponente en la final | Resultado   |
| 1895 | US Championships | Fred Hovey           | 3-6 2-6 4-6 |

### Campeón Dobles (1)
| Año  | Torneo           | Pareja        | Oponentes en la final      | Resultado   |
| 1895 | US Championships | Malcolm Chace | Clarence Hobart Fred Hovey | 7-5 6-1 8-6 |

### Finalista Dobles (1)
| Año  | Torneo           | Pareja        | Oponentes en la final | Resultado           |
| 1896 | US Championships | Malcolm Chace | Carr Neel Sam Neel    | 3-6 6-1 1-6 6-3 1-6 |